# Desierto y tundra alpina del Pamir
La ecorregión de desierto y tundra alpina del Pamir (WWF ID: PA1014) cubre el altiplano de la cordillera del Pamir, en el encuentro central de las grandes cadenas montañosas de Asia Central: Himalaya, Karakórum, Hindú Kush, Kunlun y Tian Shan. Es una región de biodiversidad relativamente alta debido a su ubicación central y grandes diferencias de elevación, pero también actúa como una barrera entre el clima y los hábitats del norte y el sur de Asia.
La ecorregión se extiende a lo largo de 118 000 km² en las laderas de la cordillera del Pamir, entre Tayikistán, Afganistán, Kirguistán y China.

## Localización
La ecorregión se encuentra principalmente en la región oriental de Tayikistán, en un altiplano con amplios valles y montañas de fuerte pendiente. La ecorregión mide unos 275 km de oeste a este y 250 km de norte a sur. Las principales cadenas montañosas se extienden hacia el exterior: Así el Tian Shan se encuentra al noreste, el Hindú Kush al oeste, el Karakórum al sur y el Himalaya al sur y al este. El Pamir también se encuentra en medio de diferentes climas y hábitats: los bosques de Alai al oeste y al norte, y la cuenca seca del Tarim al este. La elevación media de la zona es de 4200 metros, con el pico más alto (Kongur Tagh) a 7649 metros.

## Clima
Debido a las diferentes zonas de altitud y al entorno geográfico es posible encontrar numerosas zonas climáticas. Las elevaciones altas típicas exhiben una clasificación climática de tundra o clima alpino (clasificación climática de Köppen (ET)), mientras que en las elevaciones más bajas tienden a convertirse en un clima subártico (clasificación climática de Köppen (Dsc)), donde las temperaturas medias pueden elevarse por encima de los 10 °C (50,0 °F) durante 1 a 3 meses cada verano.

## Flora y fauna

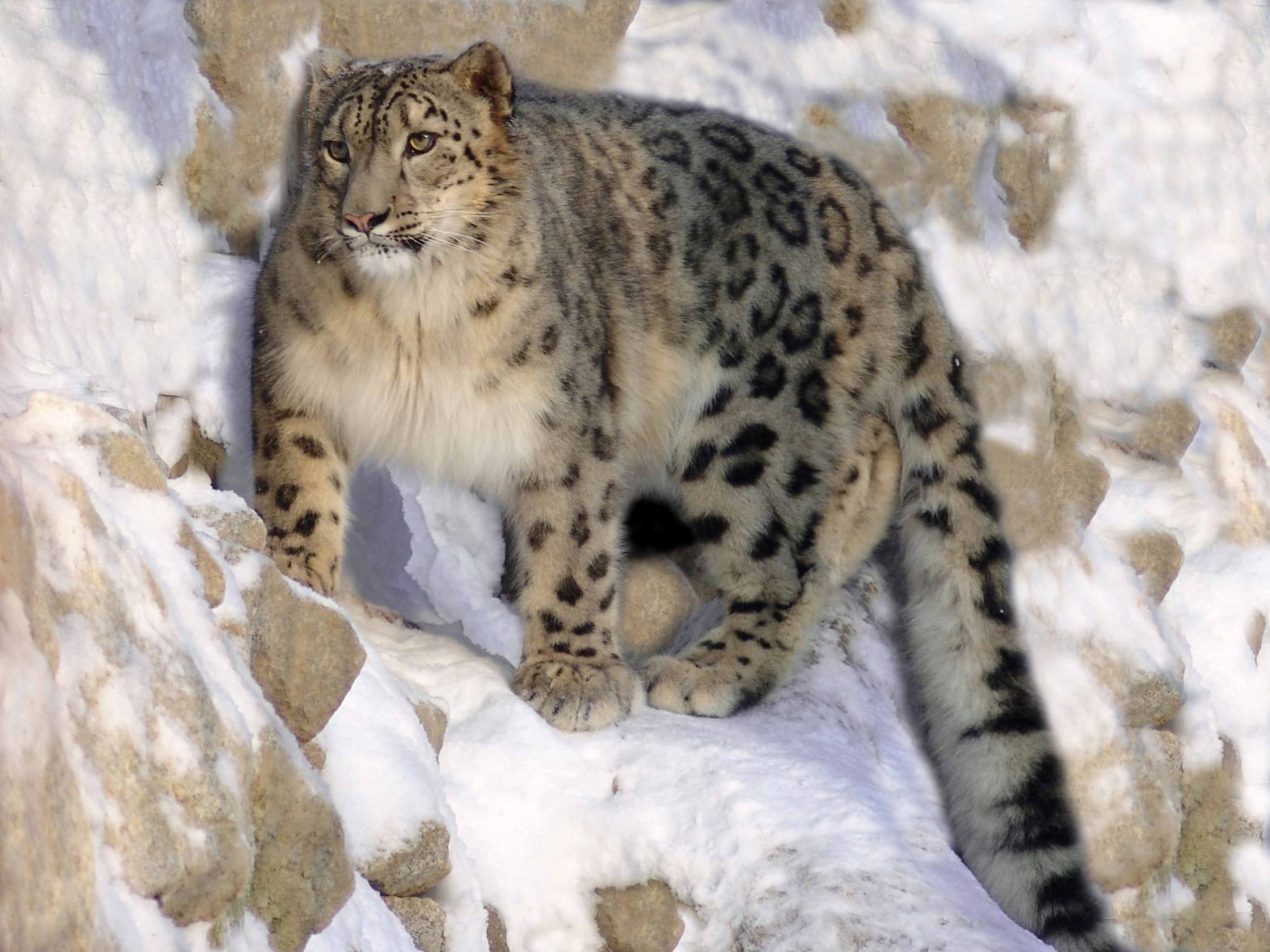
El leopardo de las nieves, símbolo de la naturaleza salvaje del Pamir.

La mayor parte del territorio es frío o semidesértico. Grandes zonas a gran altura están desprovistas de vegetación debido al duro clima polar. En las elevaciones más bajas, el terreno de grava está marcado por la presencia de plantas halófitas (plantas tolerantes a la sal), como varios tipos de Salicornia. Más arriba, el terreno estepario se caracteriza por la presencia de pequeños arbustos como Acantholimon, artemisa (Artemisia) y hierba aguja (Stipa). El terreno estepario algo más alto incluye pastos con penachos (Festuca).
Varias especies notables de mamíferos habitan el área, incluido el vulnerable leopardo de las nieves (Panthera uncia), la subespecie de oso pardo del Himalaya (Ursus arctos isabellinus) en peligro de extinción, el carnero de Marco Polo (Ovis ammon polii), casi en peligro de extinción, y otros tipos de ovejas y cabras. La marmota de cola larga (Marmota caudata) es bastante común en el área.

## Áreas protegidas
- Reserva natural de Taxkorgan es una reserva natural situada en la prefectura de Kasgar, en la región autónoma de Xinjiang (China). Está situado alrededor del Taghdumbash Pamir de la cordillera del Pamir y las montañas Karakórum. Cubre alrededor de 14 000 kilómetros cuadrados y se estableció en 1984.[5] principalmente para proteger el raro carnero de Marco Polo (Ovis ammon polii) y el argalí (Ovis ammon). Desde entonces también ha servido para proteger a otras especies como el leopardo de las nieves.[6]
- Parque nacional del Pamir situado al este de Tayikistán. Fue establecido en 1992 y ampliado en 2001 para incluir partes de las montañas del Pamir. El parque cubre 26 116,74 kilómetros cuadrados.[7]